# ビールズ (小惑星)
ビールズ (3314 Beals) は、小惑星帯にある小惑星。エドワード・ボーエルがローウェル天文台で発見した。
カナダの天文学者、カーライル・ビールズに因んで名付けられた。